# Herlinde Koelbl
Herlinde Koelbl (Lindau, 31 ottobre 1939) è una fotografa, artista, scrittrice e documentarista tedesca.
I suoi progetti fotografici sono caratterizzati da un impegno prolungato ed interviste molto dettagliate e profonde.  Ritrae in particolare scenari e persone. Ha ricevuto il premio Dr. Eriche Salomon nel 2001.  Dal 2009 lavora come autrice e fotografa presso la rivista ZEIT magazine, nella rubrica "Cosa mi salvò".

## Biografia
Herlinde Koelbl: nata NEL 1939 a Lindau sul Lago di Costanza, in Germania. Nel 1975 scopre la sua vocazione per la fotografia e ne studia le tecniche.
Ha insegnato alla Parson School di New York, alla Università di Shangai in Cina,  alla College of Arts di Sydney, alla Scuola di arte per la fotografia di Vienna ed alla Rencontres Internationales de la Photographie di Arles.
I suoi lavori ed opere si trovano nelle seguenti gallerie permanenti: Museum of Fine Arts, Houston, Bibliothèque Nationale, Parigi, Museum Ludwig, Colonia, huis Marseille, stichting voor fotografie, Amsterdam e Jewish Museum, Frankfurt a. M.
La Koebl vive a Monaco di Baviera e Berlino.

## Carriera
Inizia la carriera come fotografa libera nel 1976 per: The New York Times,  Stern, Die Zeit e altri. Nel 1980 ha pubblica il suo primo libro fotografico The German Living Room . Il suo approccio lavorativo consiste nel catturare fotograficamente l'intero contesto sociale con una serie di fotografie.Il suo primo successo riconosciuto a livello internazionale è stato il libro fotografico Jewish Portraits nel 1989. Ha fotografato e parlato con 80 ebrei di lingua tedesca, sopravvissuti alla Shoa.  Con questo libro ha stabilito il suo stile personale, che ha mantenuto nella maggior parte dei libri che seguirono. Non solo ha scattato ritratti, ma ha anche intervistato i ritratti e aggiunto ampie interviste nel libro. Tracce di potere potrebbe essere il suo lavoro più noto finora, dove ha fotografato, filmato e intervistato 15 personalità della politica e dell'economia dal 1991 al 1998, tra cui la cancelliera Angela Merkel, l'ex cancelliere Gerhard Schröder e l'ex ministro degli Esteri Joschka Fischer . Il film documentario, pubblicato nel 1999 con lo stesso titolo,  è stato premiato con il Deutscher Kritikerpreis  ed è stato nominato per il Grimme Preis . La mostra è stata esposta in numerosi musei, tra cui il Deutsches Historisches Museum di Berlino, l'Haus der Kunst di Monaco e l'Haus der Geschichte di Bonn,   nonché all'Art Frankfurt 2002. Angela Merkel, cancelliera tedesca, ha presentato alla prima dello spettacolo di apertura all'Haus der Kunst di Monaco.
Herlinde Koelbl ha pubblicato più di 20 libri, diversi film documentari e ha ricevuto numerosi premi. Nel 2009 la sua prima grande retrospettiva è stata presentata al Martin Gropius Bau di Berlino.

## Pubblicazioni selezionate
- 2014: obiettivi. Prestel, Monaco di Baviera, ISBN 978-3-7913-4974-9[9]
- 2012: Kleider machen Leute (i vestiti fanno l'uomo). Hatje Cantz Verlag, Ostfildern, ISBN 978-3-7757-3387-8
- 2009: Mein Blick. (My View) Steidl Verlag, Gottinga, ISBN 978-3-86521-976-3
- 2007: CAPELLI. Hatje Cantz Verlag, Ostfildern, ISBN 9783775720298
- 2002: Camere da letto: Londra, Berlino, Mosca, Roma, New York, Parigi. Knesebeck, Monaco di Baviera, ISBN 3-89660-140-7    .
- 1999: Spuren der Macht. (Tracce di potere) Die Verwandlung des Menschen durch das Amt. Eine Langzeitstudie. Knesebeck, Monaco di Baviera, ISBN 3-89660-057-5    .
- 1989: Jüdische Portraits (Jewish Portraits): Photographien und Interviews. S. Fischer, Francoforte a. M., ISBN 3-10-040204-9    .
- 1984: Männer (Uomini). Bucher, Monaco di Baviera, ISBN 3-7658-0462-2    .

## Documentari / Videoinstallazioni
- Spuren der Macht - Die Verwandlung des Menschen durch das Amt. (tracce di potere), (ARD, 1999; 90min)
- Rausch und Ruhm (flush and fame) (ARD, 2003). Documentario sul ritiro dalla droga di Benjamin von Stuckrad-Barre[10]
- Die Meute - Macht und Ohnmacht der Medien. (WDR, 2001)[11] (The Pack)
- Goldmund
- Rifugiati
- 7 schermate

## Premi (selezione)
- Premio Dr. Erich Salomon 2001
- Premio letterario Corine 2010
- Croce al merito federale tedesca 2009
- Goldene Kamera 2000 e Leica Medal of Excellence 1987

## Mostre (selezione)
- 2018: Belvedere, Vienna, Austria: Aging Pride[12]
- 2017: sede delle Nazioni Unite, New York, USA: rifugiati[13]
- 2016: Museum für Gestaltung Zurigo, Svizzera, Toni Areal: Targets[14]
- 2015: Ludwiggalerie Schloss Oberhausen, Germania: HERLINDE KOELBL. Il soggiorno tedesco, tracce di potere, capelli e altre cose umane: la fotografia dal 1980 ad oggi.[15]
- 2014: Museo storico tedesco, Berlino, Germania: obiettivi[16]
- 2014: Bundeskunsthalle, Bonn, Germania: obiettivi.[17]
- 2012: Deutsches Hygiene-Museum, Dresda, Germania: I vestiti fanno gli uomini[18]
- 2011: Osram Art Projects, Seven Screens, Monaco, Germania: Mi hai incantato con uno sguardo dai tuoi occhi (videoinstallazione)[19]
- 2010: Münchner Stadtmuseum, Monaco, Germania: My view 1976–2010.[20]
- 2010: Museo statale di arte e storia culturale, Oldenburg, Germania: Herlinde Koelbl - Eine Werkschau - Fotografien 1976–2009.
- 2009: Martin-Gropius-Bau, Berlino, Germania: Herlinde Koelbl - Photographies.
- 2007: Museum für Kunst und Gewerbe (Museo delle arti e dei mestieri), Amburgo, Germania: Capelli 2003: Haus der Geschichte, Bonn. Germania: Il branco: Macht und Ohnmacht der Medien.
- 2000: Haus der Geschichte, Bonn: Spuren der Macht: Die Verwandlung des Menschen durch das Amt.
- 1989: Spertus Museum, Chicago, USA, Jewish Portraits